# واینکل
واینکل (به هلندی: Winkel) یک منطقهٔ مسکونی در هلند است که در هولاندس کرون واقع شده‌است. واینکل ۲٬۹۷۰ نفر جمعیت دارد.